# 聖イシュトヴァーンの王冠

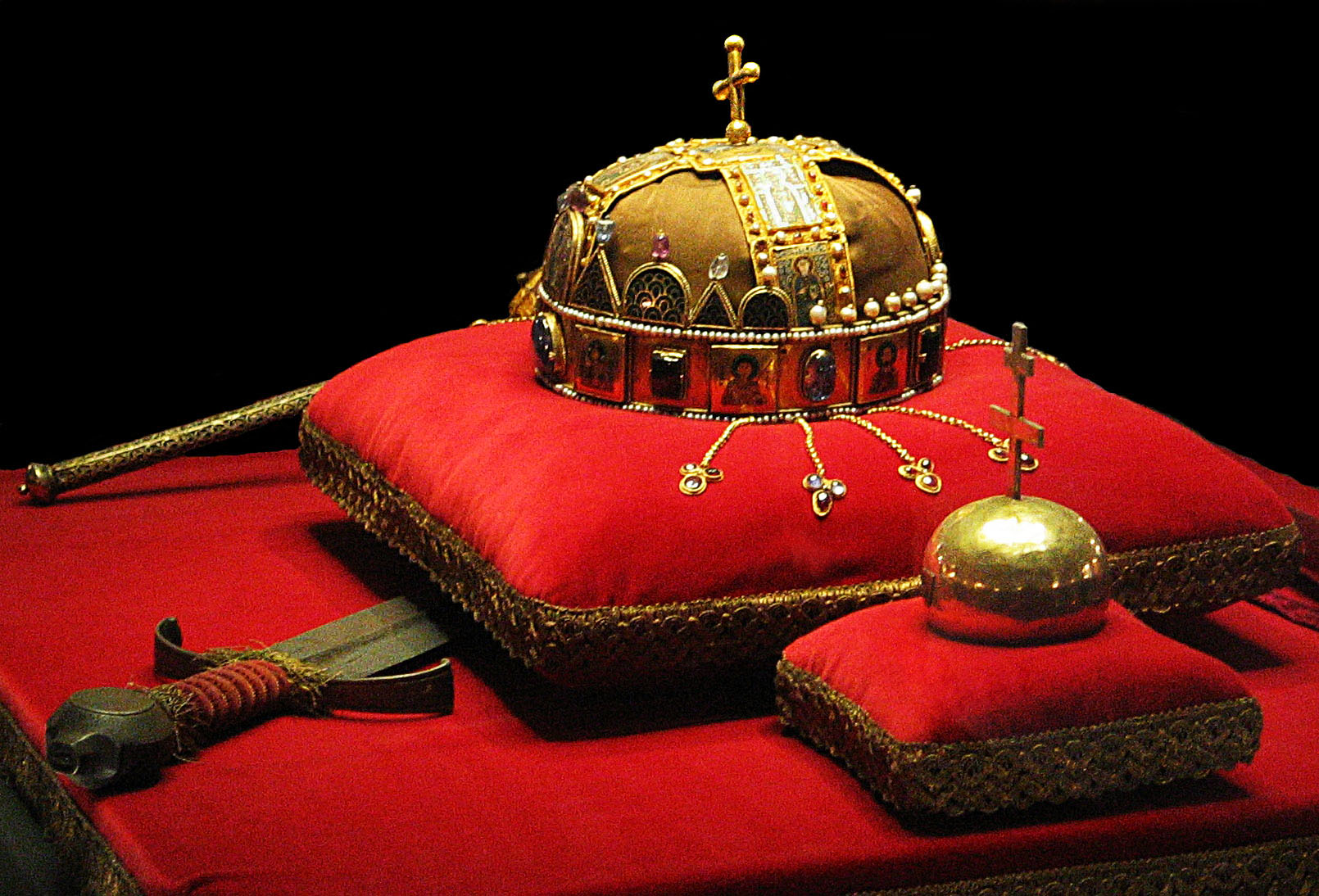
王笏、聖冠、剣、宝珠

聖イシュトヴァーンの王冠（せいイシュトヴァーンのおうかん）またはハンガリーの聖冠（ハンガリーのせいかん、ハンガリー語: Magyar Szent Korona〔マジャル・セント・コロナ〕、ドイツ語: Stephanskrone〔シュテファンスクローネ〕、クロアチア語: Kruna svetoga Stjepana、ラテン語: Sacra Corona、英語: Holy Crown of Hungary）は、現存する王冠の中で唯一の聖なる象徴（holy attribute）として知られる王冠である。

## 概要
ハンガリー王国の戴冠の証として数えられ、12世紀以降ハンガリーの王が代々引き継いできたものである。宝珠はアンジュー家のカーロイ1世の紋章が描かれたものであるが、冠を含めた他の証はすべてイシュトヴァーン1世にちなむものである。 
この王冠は聖イシュトヴァーンの王冠の地（ハンガリー、クロアチア、リエカ周辺）からの持ち出しが禁じられている。ハンガリー王はこの冠を受けない限り、正式な戴冠を受けたと認められない。ハンガリー史上の50人以上の王がこの冠を受けてきた。この冠を受けなかったのはヤーノシュ・ジグモンドとヨーゼフ2世の2人のみである。
聖イシュトヴァーンの王冠が聖冠（Szent Korona）と呼ばれるようになったのは1256年からである。14世紀頃から、王家の権力は単純に君主に象徴されるものではなくなり、明確で客観的な事物である冠が象徴としての役割を持つようになった。言い換えれば、ハンガリー王国は王を飾る王冠を求めるのではなく、王冠に合う王を求めるようになったといえる。これはヨーロッパでも珍しい状況である。
1401年のハンガリー公式印章は「ハンガリーの聖冠封」と銘打っている。更にハンガリー王国の国旗・国章及び1990年以降のハンガリーの国章においては、聖冠が意匠として描かれている。またハンガリーにおいて聖冠は法源としても扱われ、ハンガリーの法制にも影響を及ぼしている。

## 王冠の歴史

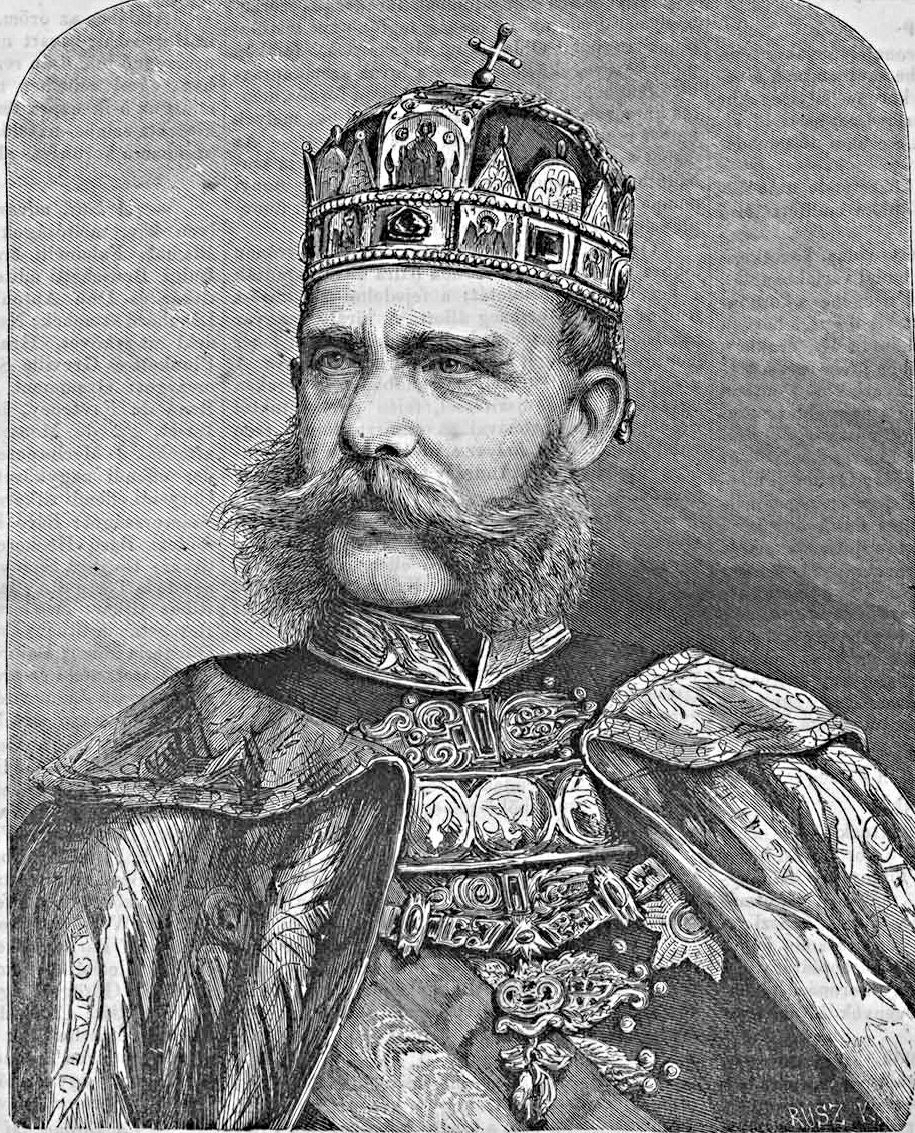
ハンガリー王として戴冠するフランツ・ヨーゼフ1世

ハンガリー科学協会およびハンガリーカトリック監督会が提唱した説によれば、現存するハンガリーの聖冠はコロナ・グラエカ（corona graeca）とコロナ・ラティーナ（corona latina）の2つのパーツで出来ており、東ローマ帝国の影響を受けたベーラ3世の時代に現在の形に加工された、とされている（ベーラ3世は東ローマ帝国の皇室で育ち、一時は皇太子でもあった）。
のちに聖イシュトヴァーンとして列聖されるイシュトヴァーン1世の戴冠をもって、ハンガリー王国の成立とされる（戴冠の日付は諸説あり、1000年の12月25日とも、1001年1月1日とも言われる）。
ハートヴィク司教（1095年 - 1116年）の記した、 ローマ教皇が「祝福とともに」イシュトヴァーン1世に贈ったものであるという記録をもって聖冠の起源とする説がある。カールマーンの要求によって編纂されたハートヴィク司教の伝記がこの説の根拠となっている。「ハートヴィク伝」によればイシュトヴァーン1世はエステルゴムのアストリック大司教をローマに派遣し、ローマ教皇に王冠を求めた／請求した（ask for/require）（原注 原典のラテン語はどちらにも解釈できる）。ここでは「ローマ教皇」（Pope）とだけ記載されており、ローマ教皇の名前は書かれていない。だがポーランド王ミェシュコ1世の使節が早く到着したため、王冠はポーランド王のために作られることとなった。その折、教皇は夢の中に天使があらわれ、別の国からの使者が現れて、王のための冠を求めるだろうとのお告げを受けた。次の日、実際にアストリックが教皇に謁見して冠を求めたため、教皇はアストリックに冠を与えた……という記録である。「ハートヴィク伝」は1200年頃にハンガリーで祈祷書として使われていたが、そこでは当時の教皇としてシルウェステル2世の名が上げられている。シルウェステル2世が王冠を授けたいきさつはキリスト教圏全域に広がったため、1613年、王冠守護者のレーヴァイ・ペーテルが、聖冠はシルウェステル2世からイシュトヴァーン1世へと授けられたものだと宣言するに至った。しかしながら、この伝承は脚色されているとも考えられている。たとえばミェシュコ1世（935年? - 992年5月25日）は、シルウェステル2世の在位期間（999年 - 1003年）より前に死亡している。さらに、イシュトヴァーン1世が列聖された1083年頃に書かれた "Greater Legend" によれば、「彼（イシュトヴァーン1世）の父の死から50年後（……）教皇から祝福の手紙が届き（……）主に認められたイシュトヴァーン1世が王に選ばれた。イシュトヴァーン1世は塗油を受けて、誉れ高き王冠を戴冠した」とある。この伝承では、聖冠がローマから授けられたという描写が完全に欠落している。さらに、バチカンにはこの聖冠を授与したことを示す文書が全く存在しない。ローマから王冠を授与することは、ハンガリー王国に対しての影響力を象徴するため、ローマにとって明確な利益になるにもかかわらずである。
聖冠の起源について、有名だが信頼性に欠けるこんな話がある。ティートマル・フォン・メルゼブルク（Thietmar von Merseburg, ? - 1018年）による報告で、そこには神聖ローマ皇帝オットー3世がイシュトヴァーン1世の戴冠に同意し、教皇も祝福を与えた、と記述されており、多くの歴史家がこのとき聖冠も与えられたのだと主張したが、この報告には王冠についての記述は全くなく、聖冠がローマ教皇から与えられたものだとする根拠とはならなかった。
これら2つの説――ベーラ3世の時代に作られたとする説と、教皇から授与されたとする説の他にも、はるか古代やアジアに起源を求める数多くのロマンチックな伝説が存在する。
イシュトヴァーン1世の時点での聖冠はどの辺りまでかという疑問は、1978年に冠がハンガリーに返還され、一通りの調査が可能になるまで棚上げになっていた。
エナメル画に使われている技法が複数あることや、彫刻がサークレット部（コロナ・グラエカ）でギリシャ語、バンド部（コロナ・ラティーナ）でラテン語であることなどを考えると、2つのパーツがそれぞれ異なる時代に作られた、ということになる。しかしながら、王冠を分解した記録はまったく残っておらず、記録上はイシュトヴァーン1世が戴冠したものと同一のものと見なされていたのである。
聖冠は戴冠式の際にのみ使用され、使用しない時は常に2人の王冠守護者に守られている。王冠守護者以外にこの聖冠に触れることができるのは2人だけである。時のハンガリー宮中伯（俗界最高の地位）が戴冠式の間、聖冠を台座に起き、時の大司教（聖職者最高の地位）が王に冠をかぶせる。
聖冠はこれまでに、盗まれたり、隠されたり、失われたり、国外へ持ち出されたりもした。戴冠の宝物は王が空位の間セーケシュフェヘールヴァールに保管されていた。その後はヴィシェグラード、ポジョニ（ブラチスラヴァ）、ブダを転々とした。第二次世界大戦中は西ヨーロッパに運ばれ、最終的にはソ連から逃れるためアメリカ軍に引き渡され、フォート・ノックス（ケンタッキー州にある陸軍駐屯地）に、同時期大量に集まった金とともに保管された。
水面下での広範な調査で王冠が本物であると確かめられた後、アメリカ政府の命令で王冠はハンガリーに返還された。1978年、ジミー・カーター大統領の下でのことで、ハンガリー王家の服飾についての学術的調査が始まったのはここからである。共産主義の凋落の後、1990年に王冠は紋章への復帰を果たした。国民議会は、コシュート・ラヨシュが1849年に定めた王冠のない紋章よりも、戦前の紋章を選んだ。
2000年1月1日、聖冠と笏・宝珠・剣はハンガリー国立美術館から国会議事堂へと移動された。

## 王冠の構成

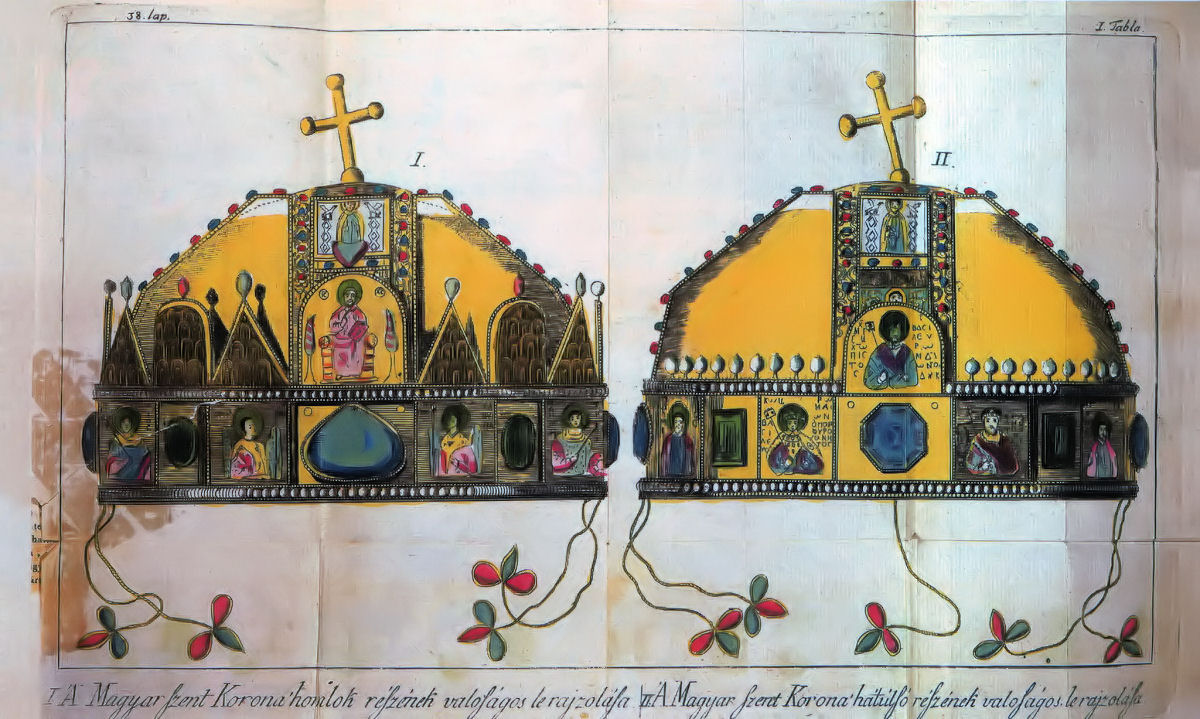
王冠の絵図 1792年当時のもの（左が前面、右が後面）

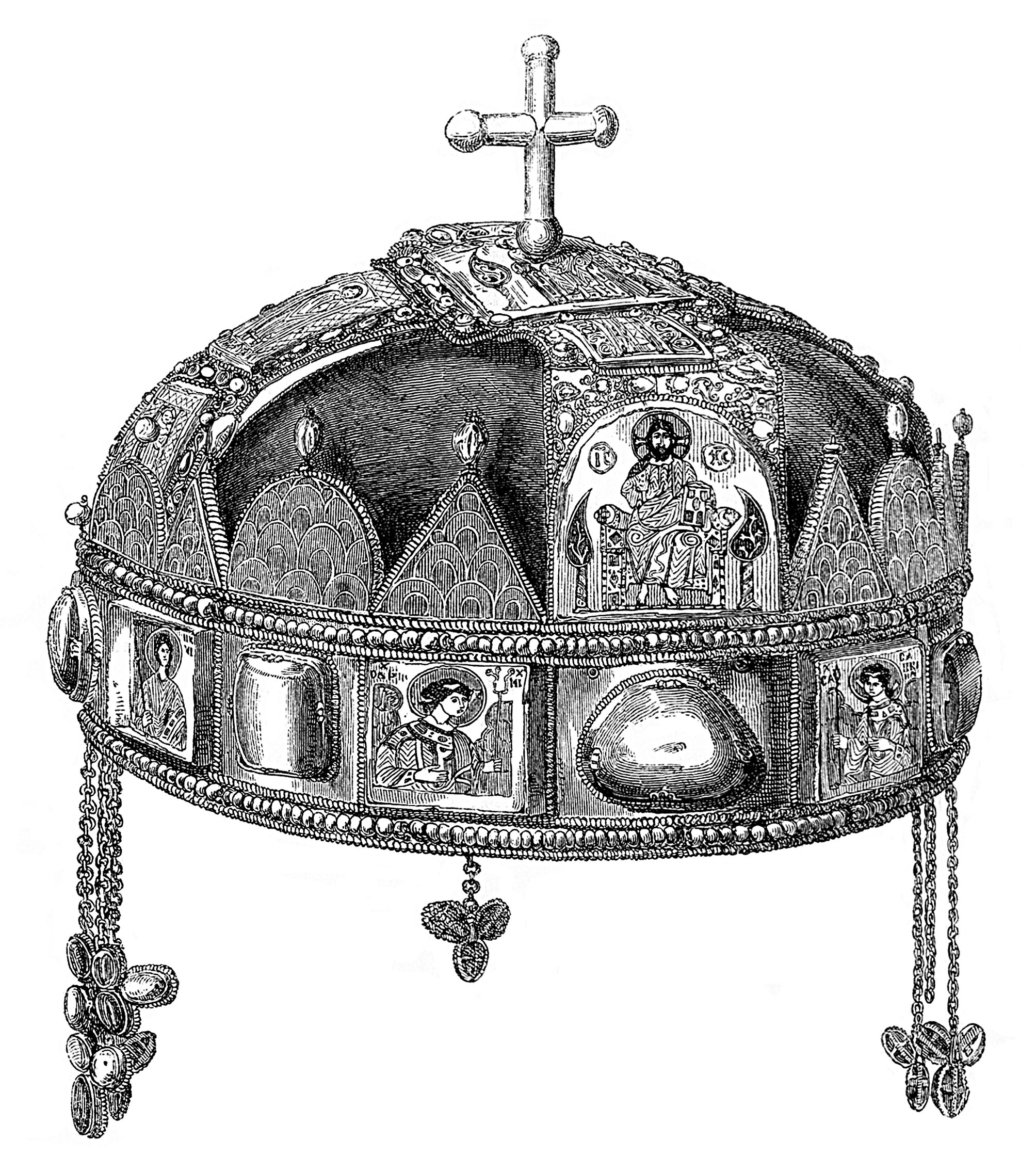
1857年の図

聖冠は金製で、90のエナメル画、宝石、天然の真珠、 アルマンディン等でできており、構造上3つに分けることができる。すなわち、下方の円環部「コロナ・グラエカ」、上方の交差した帯「コロナ・ラティーナ」、現在はねじれてしまっている頂部の十字架の3つである。王冠の金や宝石の物質的価値は、19世紀前半の試算でフォリント金貨2万枚といわれた。
聖冠全体の形は、典型的な東ローマ帝国のカミラフカ型の冠の上部を塞いだものになっている。多くの絵画でみられる冠の使用法も、また東ローマ帝国での王冠と共通する。おそらくベーラ3世の時代、東ローマ帝国の冠を模倣する形で、コロナ・グラエカに交叉型のバンドが加わり、さらにコロナ・グラエカと同様の装飾が施されて現在の形になったのであろうと考えられている。円環部の左右4本ずつ、後部に1本の鎖には、それぞれ下げ飾りがついている。

### コロナ・グラエカ
コロナ・グラエカは幅5.2 cm、直径20.5 cm。
円環部の後部の、カッティングされた2つのアクアマリンは、マーチャーシュ2世（神聖ローマ皇帝マティアス）によって補充されたものである。正面の絵は「全能者ハリストス（イエス・キリストの別名）」が描かれている。イエスの左右には大天使ミカエルとガブリエルが描かれており、その半分のサイズで殉教者聖ゲオルギオス、聖ディミトリオス、聖コスマ、聖ダミアノがともに描かれている。 
円環部の後部には東ローマ帝国皇帝ミカエル7世ドゥーカスが描かれている。その下左側にはコン（スタンティノス）と刻まれた人物が描かれているが、これはミカエル7世ドゥーカスの子で共同皇帝をつとめたコンスタンティノス・ドゥーカス、もしくはその同名の弟コンスタンティノスのいずれかであると考えられている。その右にはハンガリー王ゲーザ1世（1074年 - 1077年）が描かれ、「Geovitsas pistos krales tourkias」（誠実なトルコ人の王）と書かれている。当時、ハンガリー人は東ローマ帝国でトルコ人と呼ばれていた。これは東ローマ帝国の階級制度によるもので、皇帝とハンガリー王の間には明確な区別があり、ゲーザ1世よりもむしろ聖人や東ローマ皇帝のほうが重く見られていたのである。このことは、ハンガリー王の名前が黒や青文字で書かれているのに対し、皇帝の名前が赤で書かれていることからもうかがえる。
全能者ハリストスとミカエル7世の前後の飾り板は、それぞれ別の方法で接着されている。全能者ハリストスの板が縁にフィットしているのに対して、皇帝の飾り板は形が合わない。板のフレームを上方に折りたたんで、縁にくぎづけにすることで接着している。したがって、ミカエル7世のエナメル画は、王冠のオリジナルデザインには含まれておらず、どこか別の場所で使用されていたものだと考えられる。
コロナ・グラエカの、湾曲して先がとがった飾り板は東ローマ帝国における女帝の冠に特有の形である。すなわち、コロナ・グラエカは女性用の王冠だったのである。 コロナ・グラエカはミカエル7世から、ゲーザの王妃であるシナデネ（後に東ローマ皇帝となるニケフォロス・ボタネイアテスの姪）に贈られた冠が元である。その時贈られたのは新品の王冠ではなく、皇帝の宝物から選ばれた王冠を造り直したものであると考えられている。古い人物が描かれていたか、ハンガリーの女王にはふさわしくない絵だったのか、ともかく古いエナメル画が取り除かれ、造り直された。その結果、現在のような形のコロナ・グラエカがハンガリーに贈られたのである。

#### コロナ・グラエカのエナメル画

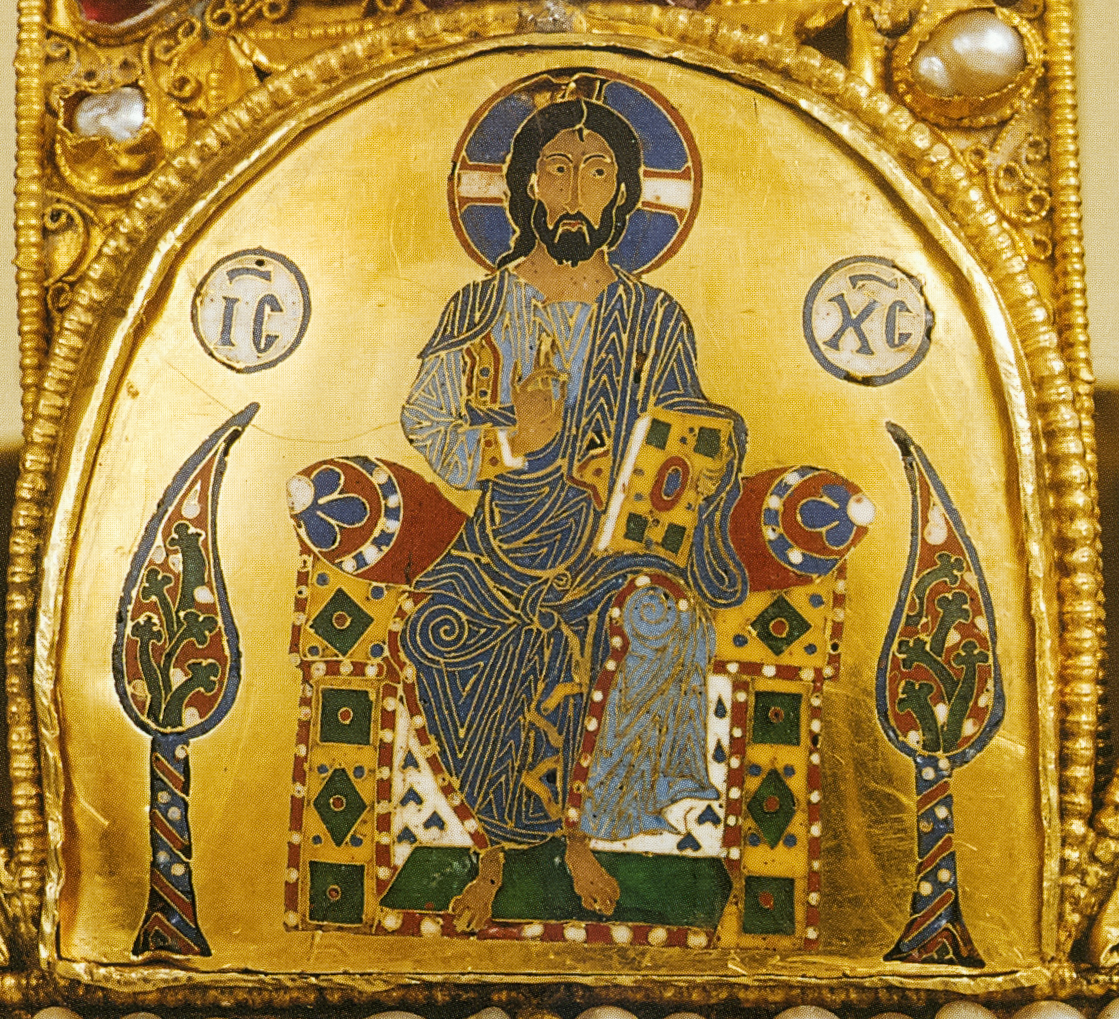
全能者ハリストス
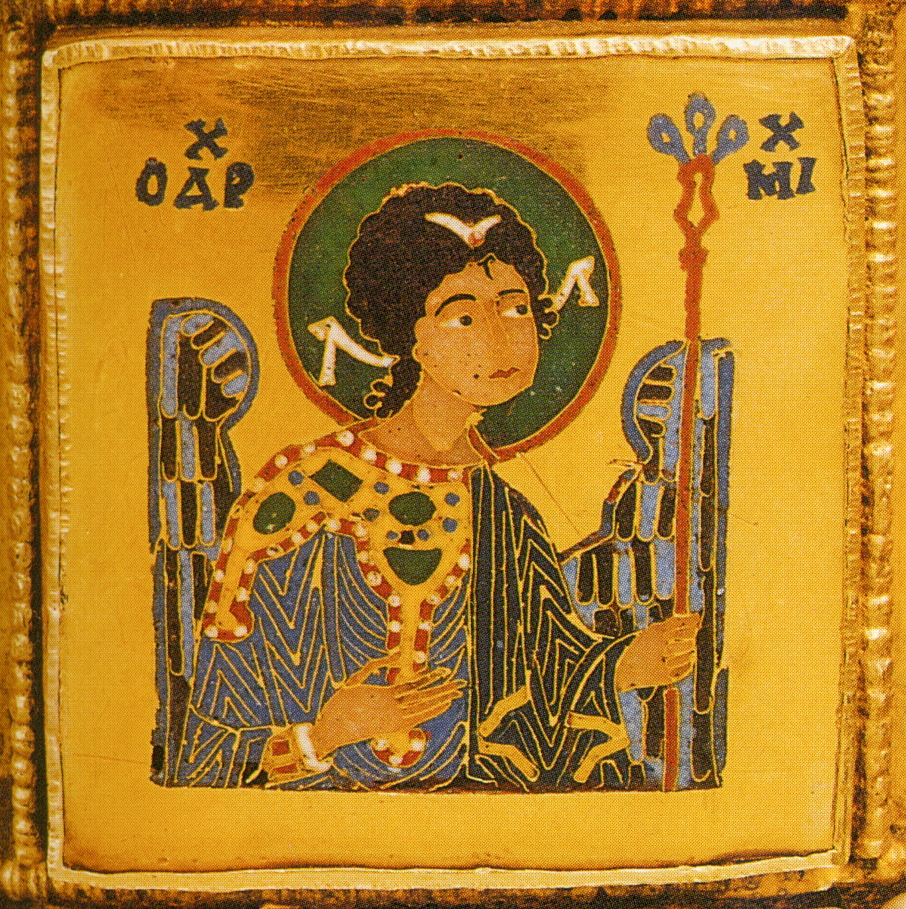
大天使ミカエル
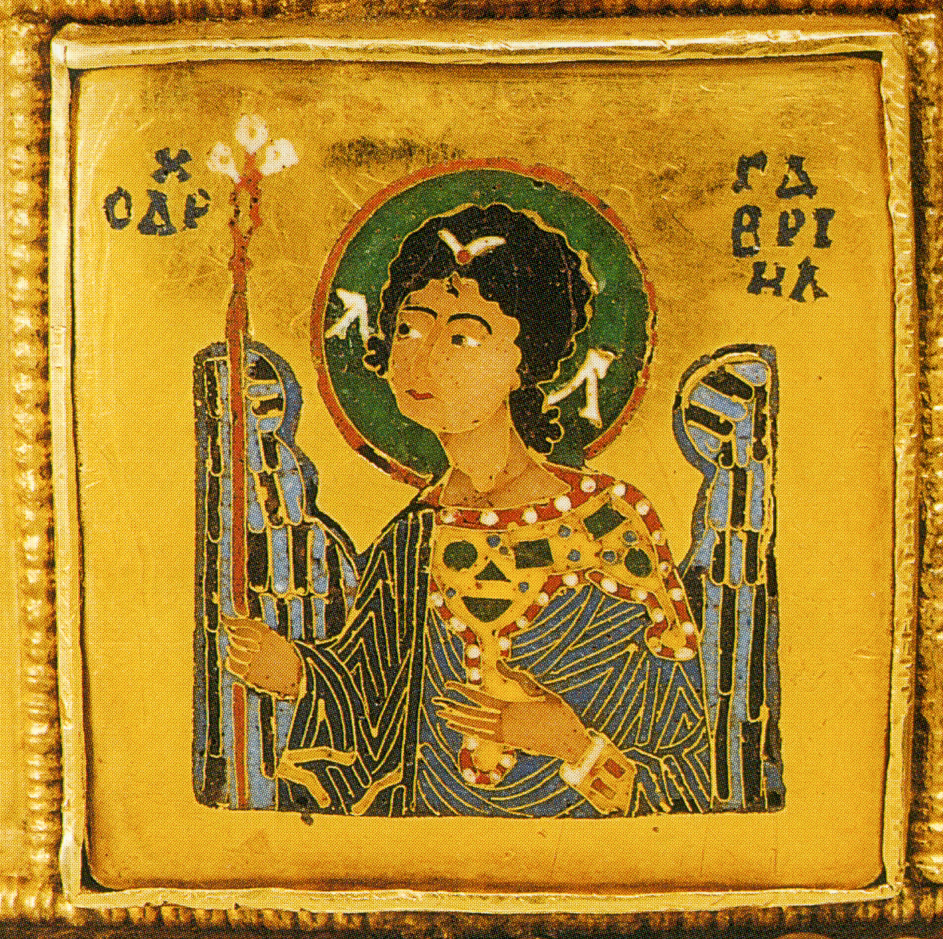
大天使ガブリエル
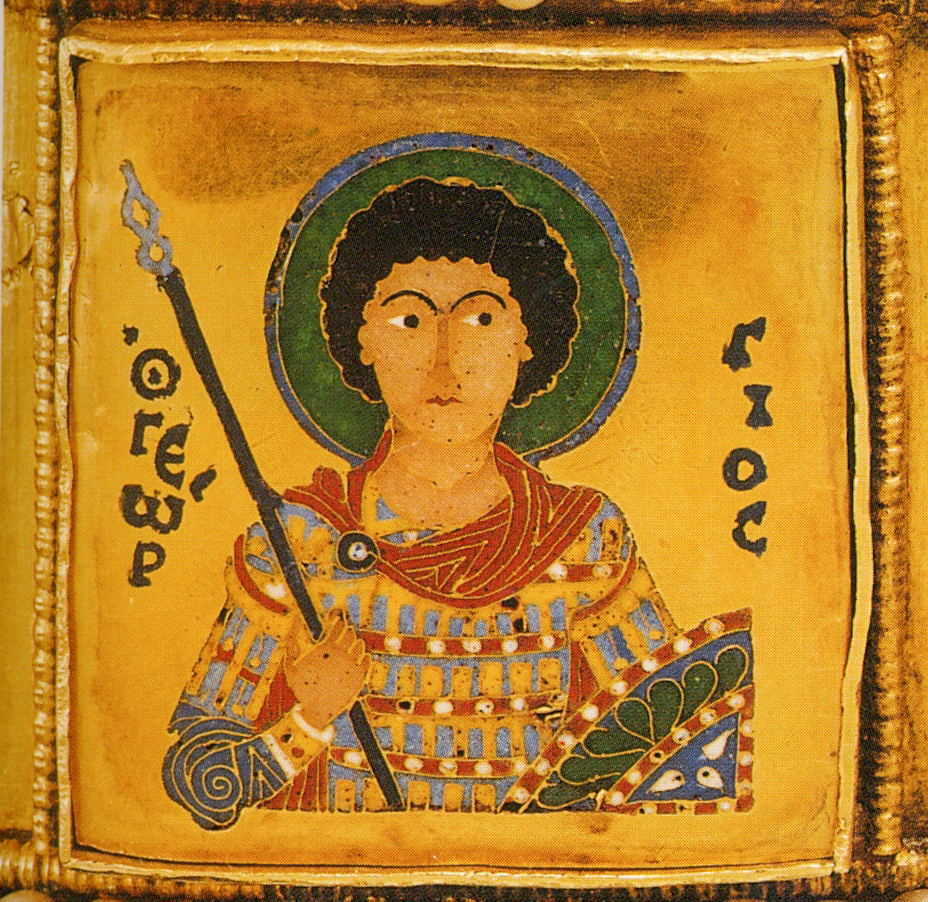
聖ゲオルギオス
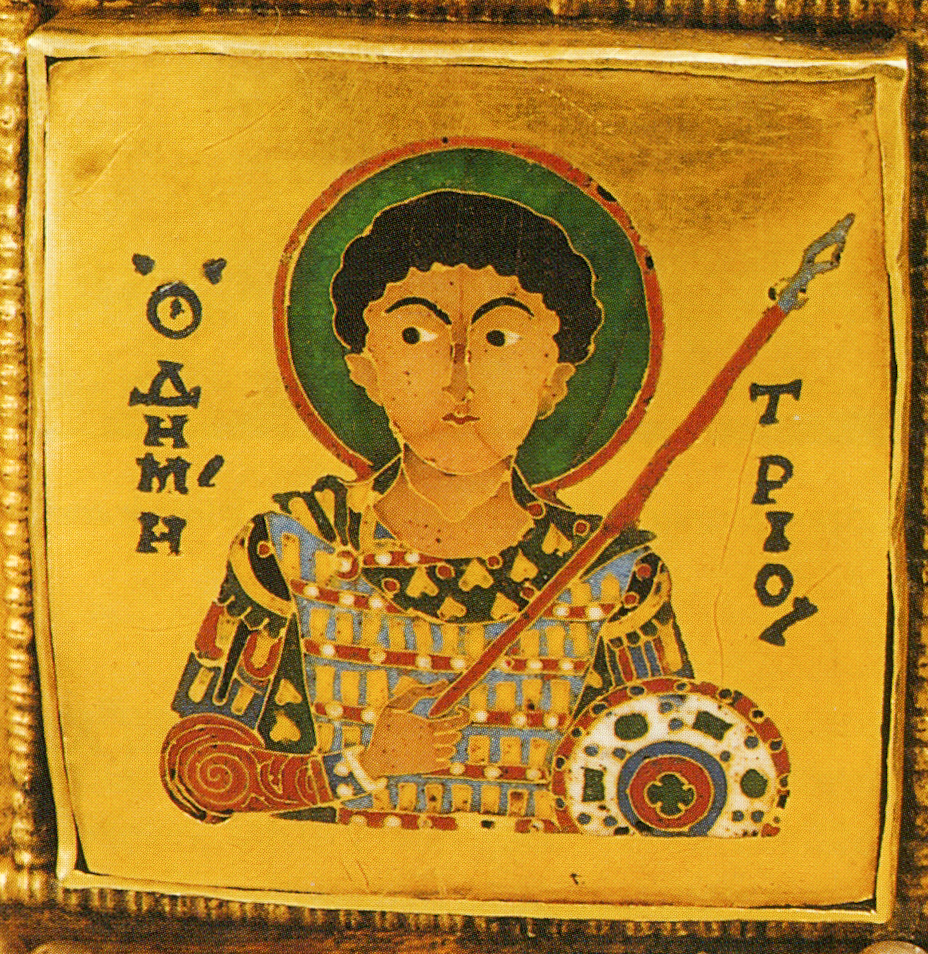
聖ディミトリオス
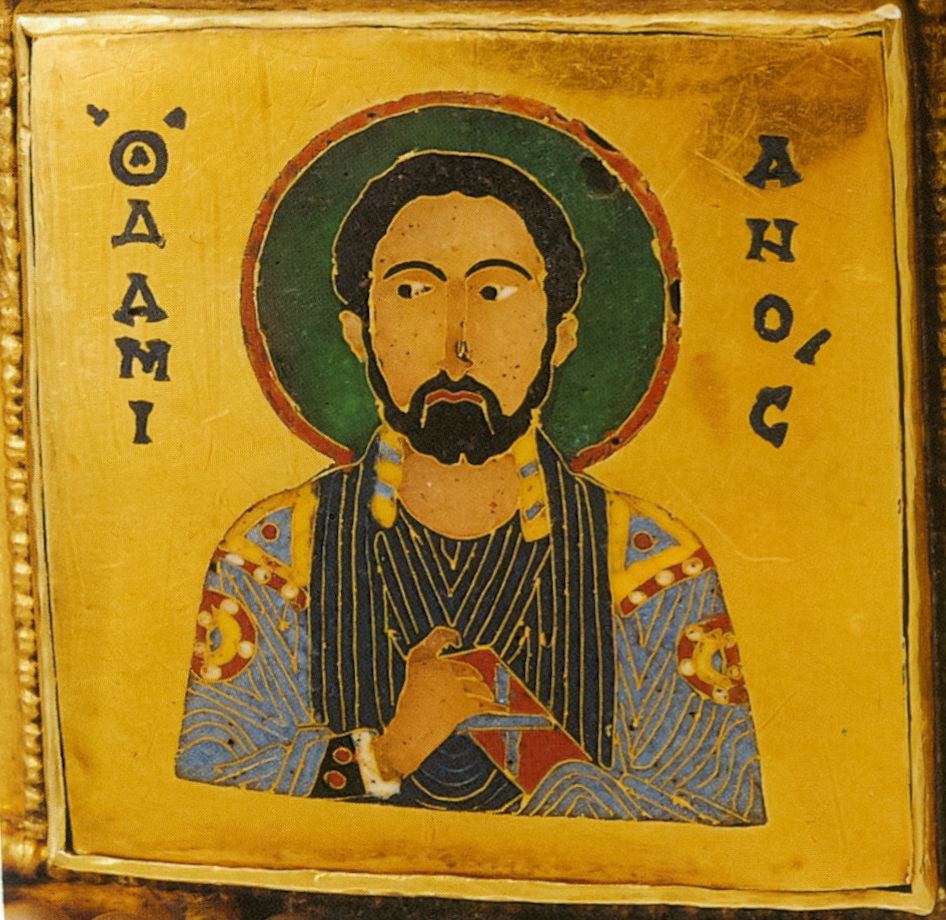
聖ダミアノ
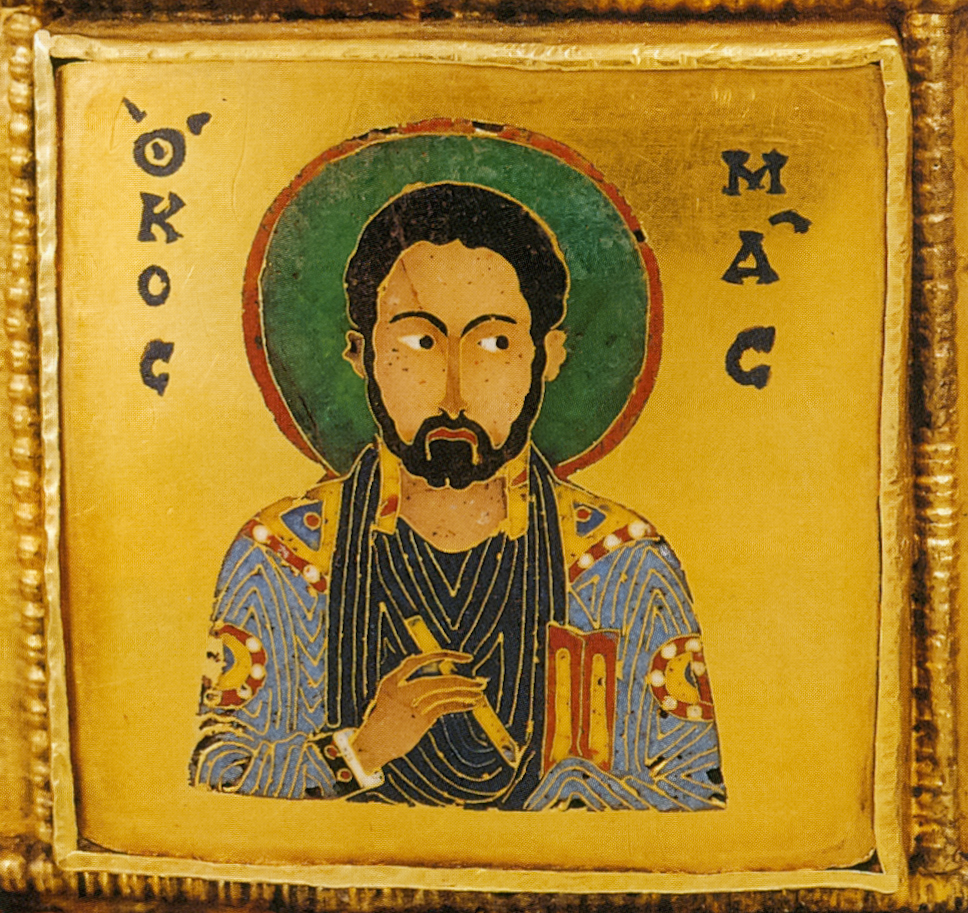
聖コスマ
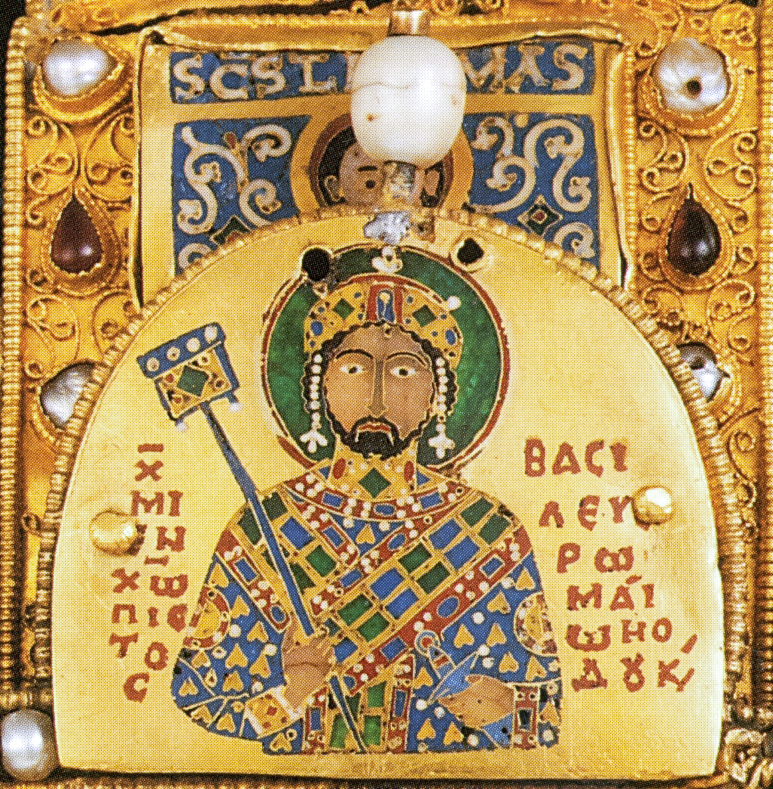
ミカエル7世ドゥーカス
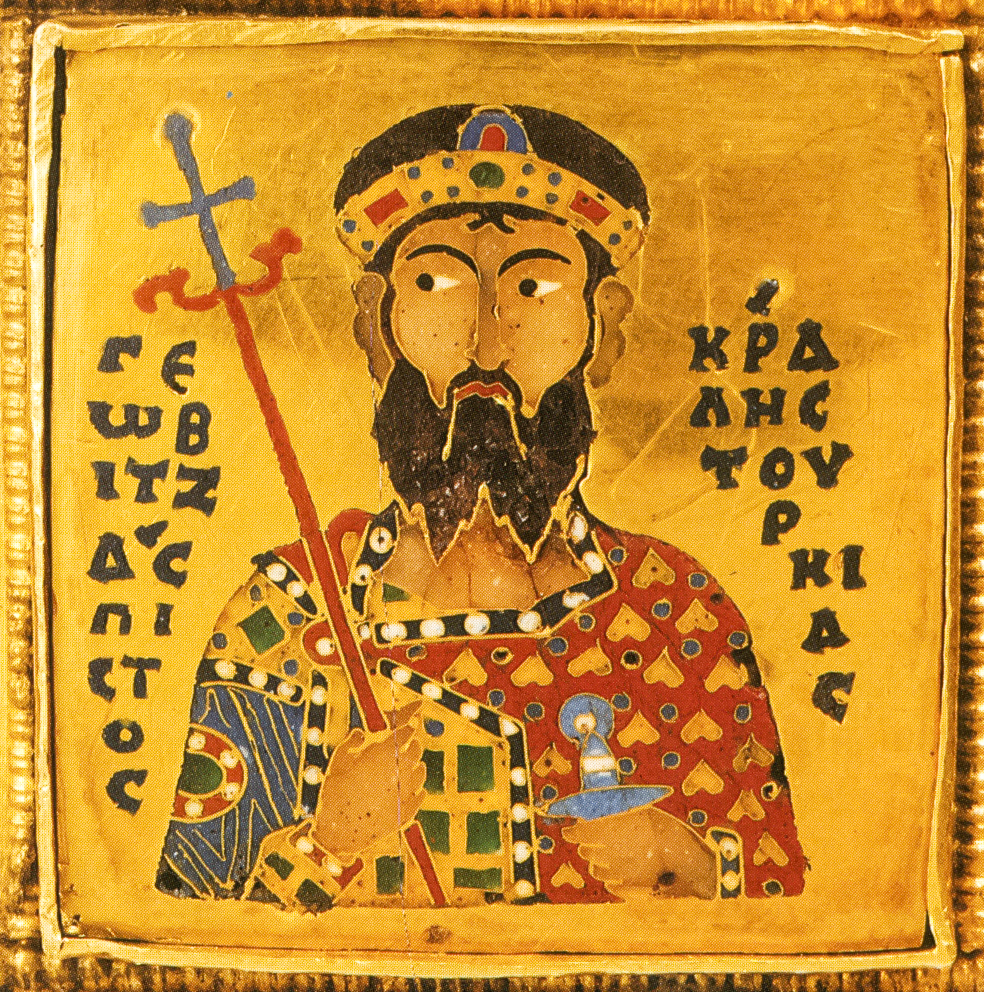
ゲーザ1世
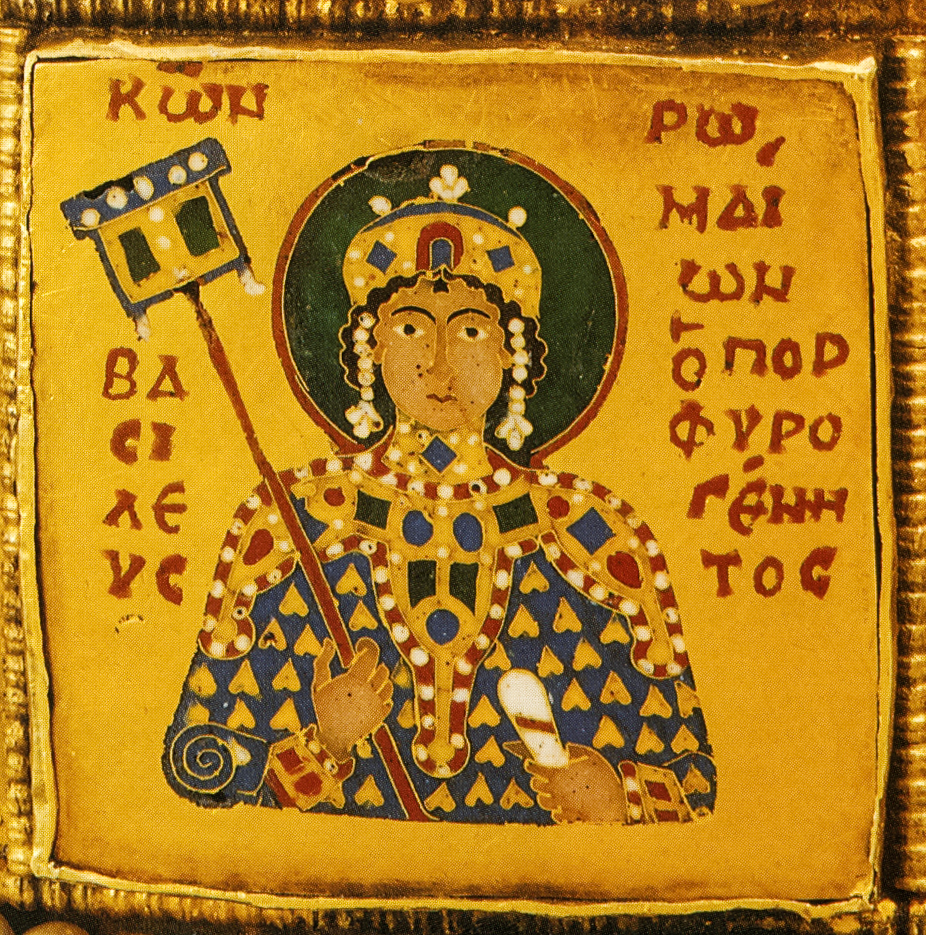
コンスタンスティノス・ドゥーカス、もしくはコンスタンティン・ドゥーカス

### コロナ・ラティーナ
コロナ・ラティーナは、コロナ・グラエカのように単独で王冠としての機能を果たすものではない。円環部にとりつけて、ドーム上の山になるよう設計されている。形状は、5.2センチほどの幅を持った4枚の金製の板が、7.2センチ四方の中央パネルに溶接された形になる。
刻印された字体や聖人の絵から製造年代が推定できる。古い字体の大文字が並ぶ中で、トマス（Thomas）のTとパウルス(Paulus)の2個目の「u」は、東ローマ帝国の硬貨に使われているラテン文字と共通する特徴がある。この書体は、11世紀半ばには廃れた。これは教皇からイシュトヴァーン1世に贈られた聖骨箱や小型祭壇と同様の字体であり、証明することこそできないが、イシュトヴァーン1世が献上物と交換に王冠を受け取ったという可能性もある。しかしながら使徒の絵は、使われている技法で判断する限り1000年頃に制作されたものではない。
交差している帯は金のワイヤーで縁取られ、下方で綴じて装飾の体系を締めくくっている。中央のパネルには12個、全部で72個の真珠があしらわれており、キリストの使徒の数を暗示している（使徒行伝10章1節）。
中央交叉部のパネルには四角形のエナメルのパネルがあり、全能者ハリストスが描かれている。4本のバンドには2つずつ、合計8つの絵がある。これには使徒のうち、「使徒行伝」1章13節に書かれた中の最初の8人（ペトロ、ヨハネ、ヤコブ、アンデレ、ピリポとトマス、バルトロマイとマタイ）が描かれている。

### 十字架
頂点の十字架は、キリストのエナメル画を貫通する形で荒っぽく取り付けてある。取り付けられたのは16世紀ごろと推測される。十字架は17世紀ごろから衝撃で曲がったような形になっているが、王冠をしまう鉄の箱に入れる際、きちんと仕舞わないまま蓋を閉めてしまったせいだと考えられる。

## 王冠の法的効果

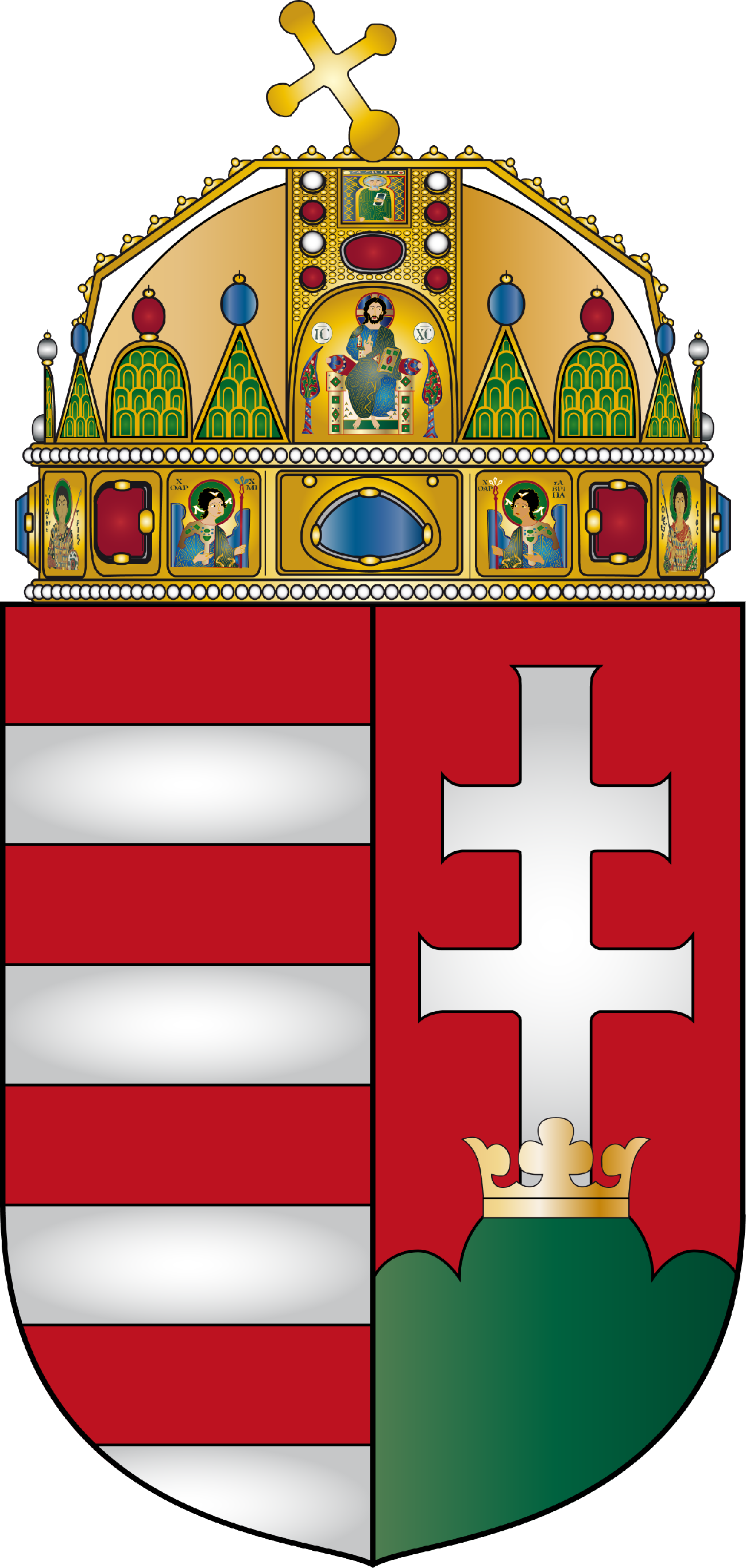
1990年以降使用されているハンガリーの国章。聖冠が上部にあしらわれている

イシュトヴァーン1世は戴冠式において、Nagyboldogasszony（聖母マリア）と王冠との契約を守るため、聖なる王冠に忠誠を誓った。Nagyboldogasszony は単にハンガリー王国の守護者というだけでなく、「女王」という意味も込められている。この契約は、将来にわたって君主に聖性を付加するために、また聖冠の教義（Doctrine of the Holy Crown）を基礎とする政治体制を強化するために行われた。
カーロイ1世は生涯に3回戴冠式を行っている。これは、1310年の聖冠による戴冠以外は正式な戴冠として認められなかったためである。このように、戴冠は法的な義務として認識されてきた。他にも、聖冠の権力を示すより近年の例としてはこのようなものがある。第一次世界大戦後のハンガリーにおいて、カール1世はハンガリー王位を取り戻そうとして失敗し（カール1世の復帰運動）、ハンガリー王は空位となった。それから1946年に共和政体が敷かれるまで、ハンガリーは王がいない王国を続けた。
そうなると、聖母マリアが名目上のハンガリー王として考えられるが、摂政のホルティ・ミクローシュがプロテスタントであったため叶わず、Szent Korona Állameszmény がその替わりとなった。これは、聖冠をハンガリーの法的代表として、聖冠が単独で君主や国家の根幹としての権力を担うという考え方である。この考えに基づくハンガリーの公法では、聖冠は国の主権を表現し、正統な君主と特権諸身分との間の有機的統一を確立し、ハンガリーのすべての法源を構成するものとされた。これは「聖なる王冠の理論（ハンガリー語: Szent Korona-tan）」と呼ばれる。この考えは、ハンガリーの右傾化を促進した。聖イシュトヴァーンの王冠の地の再保障を目指した右派は、最終的にアドルフ・ヒトラーの第三帝国に結びつき、第二次世界大戦の悲劇を生み出すに至った。
ハンガリーの公文書や紋章に以前と同じように聖冠が使われていることは、近隣諸国にとって論争の的であった。トリアノン条約で領土の大半を失ったマジャール人勢力が、再び聖イシュトヴァーンの王冠の地を要求しているのではないかと疑ったのである。ハンガリー人は、中央ヨーロッパ1000年の動乱の中で生き残った象徴として、王冠に当然の敬意を持っていた。だが、聖冠の特殊な権力を主張する右派の政治運動を前にして分裂に追い込まれることとなったのである。
2011年に制定された『ハンガリー基本法』前文においては、イシュトヴァーン1世の戴冠を国家建国と位置づけ、「聖冠」が「歴史的な憲法の成果」を示し、「ハンガリーの立憲国家の継続性及び民族の統合を体現」し、ハンガリー民族の構成員は「それに敬意を払う」と言及されている。一方で国民主権・国と教会の分離の原則から、聖冠が憲法解釈の基準たり得えないという批判や、法的継続性の観点から「聖なる王冠の理論」が憲法の成果とみなすことは困難であるという考えもある。また刑法典第334条は、聖なる王冠・国歌・国旗・国章を損壊もしくは侮辱する者に1年以下の拘禁刑を科すると定めている。

## クラウンジュエル

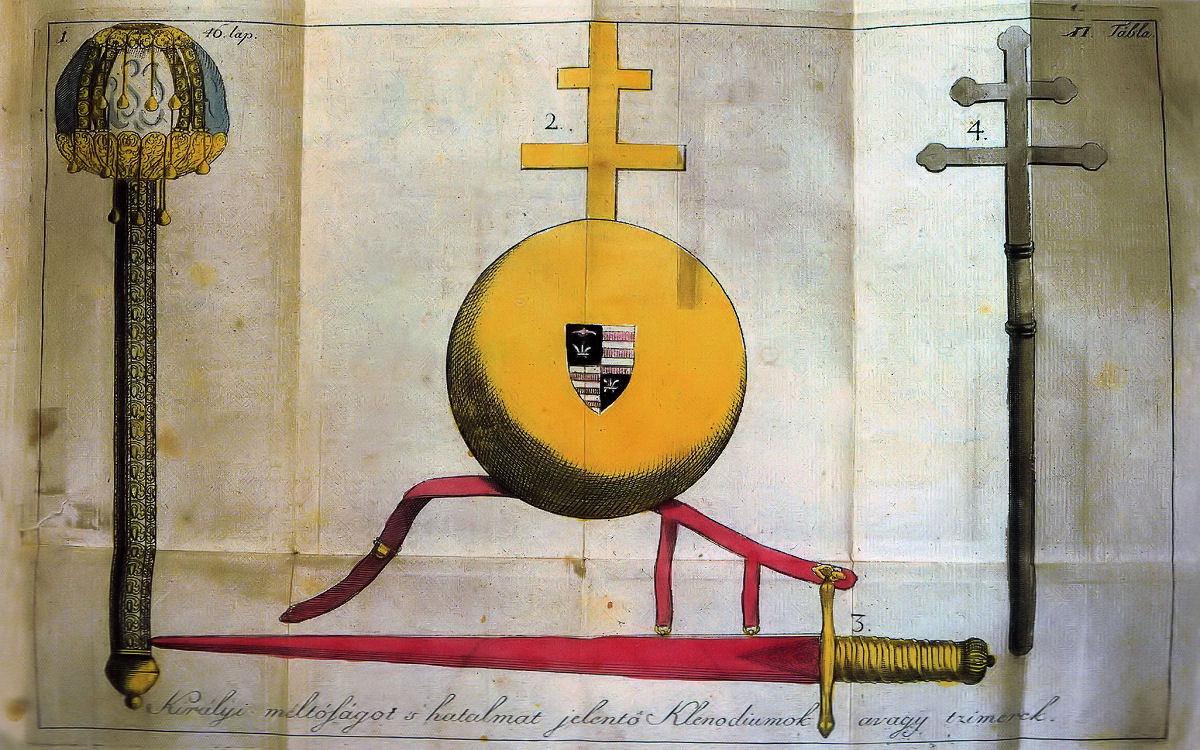
王笏・宝珠・剣（1792年）

ヨーロッパでは珍しく、ハンガリー王の戴冠のシンボル（クラウンジュエル (宝器)）はほとんど全て現存している。戴冠用のマントは、刺繍の記述がある通り、確実にイシュトヴァーン1世と王妃ギーゼラが1031年頃に作らせたものだと判明している。
宝珠と笏もまた、イシュトヴァーン1世の時代のものと判断される。神聖ローマ皇帝ハインリヒ2世やブルグント王ルドルフ3世など、当時の支配者はそれぞれ固有の笏を持っている。これらの、先に宝珠がついた短い笏はこの時代に固有のものである。
マントは破損を恐れ、国立美術館の不活性ガス容器から移動されなかった。王冠等とは異なり、この赤いマントは1030年頃に作られたイシュトヴァーン1世による純正品だと考えられている。古写本によれば、マントは王妃と侍女の手作りで、マントの背部中央には、イシュトヴァーン1世唯一のポートレイトが描かれている（ここでの王冠は、やはり現存する聖冠と異なっている）。ラテン語の刺繍によれば、このマントは司教の礼拝用ローブだったようである。
笏は、ハンガリー王家の所有物の中で美術的な価値が最も高いと見られている。ライオンの装飾が施され、白水晶球がはめ込まれており、柄は木の芯に最上質の銀飾りが施されている。ファーティマ朝の貴重な工芸品である。
イシュトヴァーン1世の槍（マントの肖像画にも見られる）は、1100年頃に神聖ローマ帝国が手にすることとなった。